# توت خرس خشک

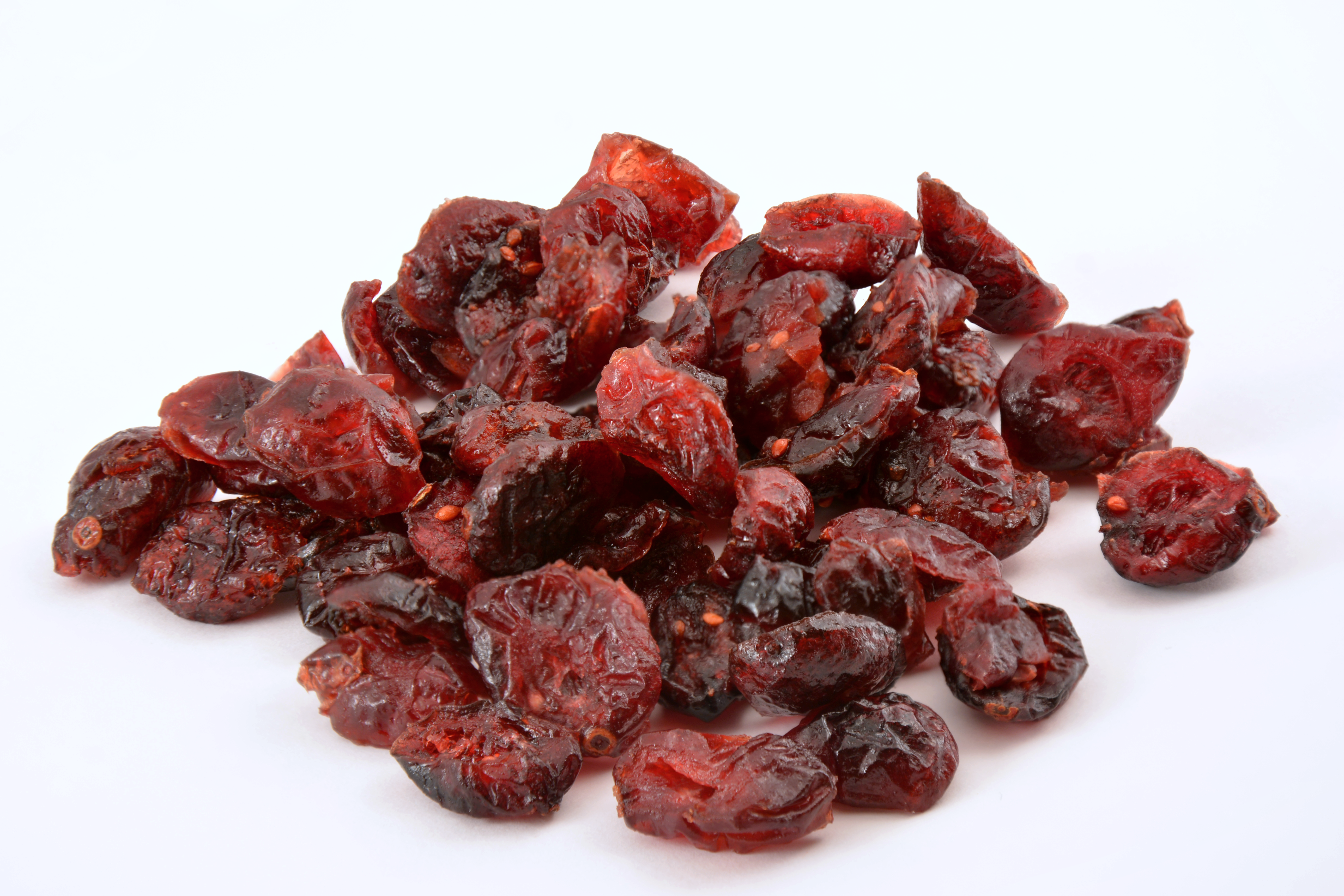
کرنبری خشک

توت خرس خشک یا کرنبری خشک (به انگلیسی: Dried cranberry) از خشک کردن میوه تازه آن بدست می‌آید. مانند کشمش که از خشک کردن انگور بدست می‌آید. از توت خرس خشک در تهیه سالاد، غذاها و دسرها استفاده می‌شود یا به تنهایی خورده می‌شود. به نوع تجاری توت خرس خشک شکر افزودنی و گاه روغن گیاهی می‌افزایند تا طعم بهتری پیدا کند و از چسبیدن آنها به هم جلوگیری شود.
امروزه بیشتر نوع خشک این محصول در فروشگاه‌ها عرضه می‌شود چون نگهداری آن ساده‌تر است و دوام بیشتری دارد.